# Régulation de la traduction
La régulation de la traduction est la phase du contrôle de l'expression des gènes agissant au niveau de la traduction de l'ARN en protéine. Ces mécanismes de régulation affectent principalement l'étape de démarrage de la traduction par le ribosome, assistée par les facteurs d'initiation. Plus rarement, c'est au niveau de la phase d'élongation ou de terminaison de la traduction qu'on peut avoir un contrôle.
Dans de nombreux cas, ces mécanismes impliquent des structures spécifiques sur l'ARNm dont la traduction est régulée. La régulation peut faire intervenir un régulateur traductionnel exogène qui peut être soit une protéine, soit un autre ARN  qui interfère avec la traduction par le ribosome, en réponse à un signal extérieur (concentration d'un métabolite, température, présence d'un facteur protéique...). Ce régulateur peut être un activateur ou un répresseur, comme dans le cas de la régulation de la transcription.
La régulation de la traduction se passe dans le cytoplasme de la cellule, où se déroule cette étape de l'expression des gènes, tandis que la régulation de la transcription a lieu dans le noyau (chez les cellules eucaryotes).

## Intérêt physiologique
La régulation de la traduction est un processus qui diffère de la régulation de la transcription sur plusieurs aspects. Parce qu'il se produit sur la dernière étape de l'expression des gènes, c'est un mécanisme très réactif : lorsque le contrôle s'exerce au niveau de la traduction de l'ARNm, la protéine peut être immédiatement traduite en cas de besoin, dès que le signal physiologique parvient à la cellule. Son temps de réponse est donc court. Dans le cas d'une régulation transcriptionnelle, il faut au préalable transcrire l'ARN pré-messager dans le noyau, l'épisser, le coiffer, le polyadényler et enfin l'exporter hors du noyau avant de pouvoir démarrer la traduction. La régulation transcriptionnelle a donc un temps de réponse plus long.
Cette réactivité de la régulation de la traduction a cependant un coût, il faut en effet synthétiser l'ARNm à l'avance et le stocker dans le cytoplasme dans l'attente d'un signal physiologique déclenchant la traduction. Si ce signal ne vient pas ou si l'ARNm est dégradé avant, cette synthèse aura été faite en pure perte.

## Importance cellulaire
Les gènes dont l'expression est contrôlée au niveau de la traduction sont très souvent des gènes essentiels au métabolisme et à la survie cellulaire. Ainsi la quasi-totalité des gènes codant les protéines ribosomiques d'Escherichia coli est régulée au niveau de la traduction
.
Comme ces protéines représentent une part importante des protéines cellulaires dans les bactéries en croissance
, 
on peut considérer qu'une part importante des ARNm bactérien traduits sont soumis à un contrôle au niveau de la traduction.

## Mécanismes

### Mécanismes généraux
Il existe des mécanismes généraux de régulation de la traduction qui agissent de manière globale sur l'ensemble des gènes d'une cellule donnée. Ces mécanismes agissent en régulant l'activité intrinsèque de la machinerie de traduction.
Chez les bactéries cela se traduit par ce qu'on appelle le contrôle métabolique, qui adapte la concentration des ribosomes et des autres facteurs intervenant dans la traduction à la vitesse de croissance : plus les bactéries se divisent rapidement, plus il y a de ribosomes dans la cellule.
Chez les eucaryotes, il y a également des mécanismes généraux qui passent par des modifications de l'activité des facteurs de traduction, qui sont régulés via des modifications comme des phosphorylations.C'est le cas en particulier de la voie mTOR, qui adapte l'efficacité de traduction à la présence de nutriments ou de facteurs de croissance, en agissant sur l'activité du facteur d'initiation eIF4E.

### Régulation du démarrage
La majorité des mécanismes de régulation de la traduction des protéines agissent au niveau du démarrage du décodage du cistron par le ribosome. C'est la décision de recruter ou non le ribosome sur le codon d'initiation qui détermine le taux de protéine produite. Il existe plusieurs stratégies pour moduler ce taux de démarrage, qui ont en commun le fait de rendre accessible ou inaccessible le codon d'initiation à la petite-sous unité du ribosome. Le mécanisme détaillé varie suivant que l'on se trouve chez les bactéries ou les eucaryotes, car le processus de démarrage de la traduction est différent dans ces deux domaines du vivant. Chez les bactéries, la sous-unité 30S du ribosome se fixe directement au codon de démarrage, de manière interne, en se liant à une séquence spécifique juste en amont, appelée séquence de Shine Dalgarno. Chez les eucaryotes, la sous-unité 40S se lie à la coiffe située à l'extrémité 5' de l'ARNm via des facteurs d'initiation, puis balaye l'ARNm jusqu'au premier codon AUG qui est utilisé pour démarrer la traduction. En fonction de ces deux schéma de démarrage, on peut donc avoir les mécanismes suivants :
- Le codon de démarrage est séquestré dans une structure secondaire de l'ARN qui la rend inaccessible au ribosome (bactéries). La formation de cette structure peut être modulée par la fixation d'une protéine régulatrice qui lie éventuellement un effecteur, ou bien faire intervenir ce qu'on appelle un riboswitch, c'est-à-dire une structure de l'ARN qui reconnaît directement l'effecteur, sans nécessiter l'intervention d'une protéine régulatrice. Il est également fréquent qu'une des protéines codées par l'ARNm soit elle-même la protéine régulatrice. On a alors un processus d'autorégulation directe ou rétroaction. C'est ce qui est observé en particulier pour les ARNm codant les protéines ribosomiques[1].

- Le codon de démarrage peut être masqué par un ARN antisens[3]. Il se forme alors un duplexe d'ARN qui empêche le recrutement du ribosome. Ce mécanisme est en particulier observé chez les bactéries. Ainsi, par exemple, le gène codant la porine OmpF est régulé négativement par un ARN antisens appelé MicF.

- Une structure secondaire de l'ARNm située entre la coiffe et le codon de démarrage peut bloquer le balayage par la sous-unité 40S du ribosome (eucaryotes). Ce mécanisme est en particulier rencontré pour la régulation du gène de la ferritine chez l'homme[4].

### Décalage de cadre de lecture
L'expression de certaines protéines est conditionnée par un décalage du cadre de lecture ou frameshift. Dans ces cas très particuliers, les codons du cistron ne sont pas tous situés dans le même cadre de lecture ouvert : le début du gène est situé dans une phase et la fin du gène est dans une autre phase décalée de +1 ou -1 nucléotide. Le ribosome doit donc glisser d'un cadre de lecture à l'autre, au niveau d'un site précis sur l'ARNm qui contient en général une structure secondaire stable, souvent un pseudonœud. Cette structure bloque transitoirement le ribosome et favorise le changement de phase de lecture
En fonction des conditions physiologiques, la cellule peut moduler ce taux de glissement et donc contrôler la quantité de protéine produite à partir de la phase aval décalée. Ce mécanisme est en particulier rencontré dans un certain nombre de retrovirus, dont le virus du SIDA, pour contrôler la production de la transcriptase inverse. Il est également utilisé par les bactéries pour ajuster la concentration de facteurs de terminaison de la traduction.

### Recodage du codon stop
Le recodage du codon stop est un processus qui permet à la cellule d'interpréter un codon stop comme un codon pour un acide aminé. Au lieu que la traduction de l'ARNm s'arrête au niveau de ce codon stop, comme ce serait normalement attendu, il y a incorporation d'un acide aminé par un ARNt dont l'anticodon est complémentaire du codon stop. Ceci se produit en particulier dans le cas de l'incorporation co-traductionnelle de sélénocystéine dans les sélénoprotéines.
Ce processus nécessite l'intervention d'un certain nombre de facteurs protéiques spécifiques et la présence de structures particulières sur l'ARNm, appelées éléments SECIS (pour selenocysteine insertion sequence). Le recrutement de ces facteurs sur cette structure de l'ARNm permet au ribosome de faire la différence entre un codon stop vrai et un codon récodé pour l'insertion de sélénocystéine.